# Hyssia denegerans
Hyssia denegerans là một loài bướm đêm trong họ Noctuidae.